# 訃報 1971年9月
訃報 1971年9月（ふほう 1971ねん9がつ）では、1971年（昭和46年）9月中に物故した、又は物故が報じられた人物についてまとめる。

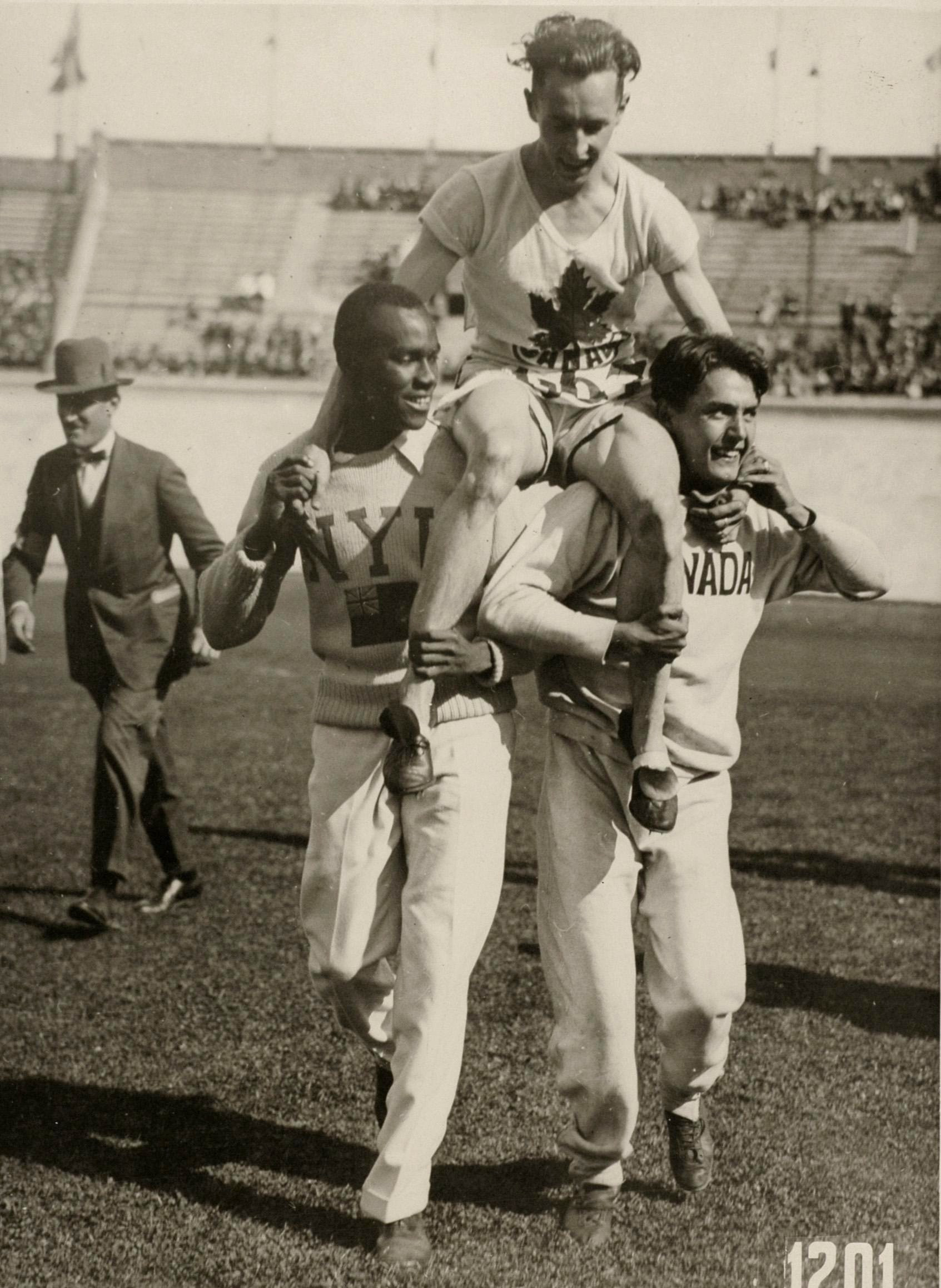
フィル・エドワーズ（手前左） / 9月6日没

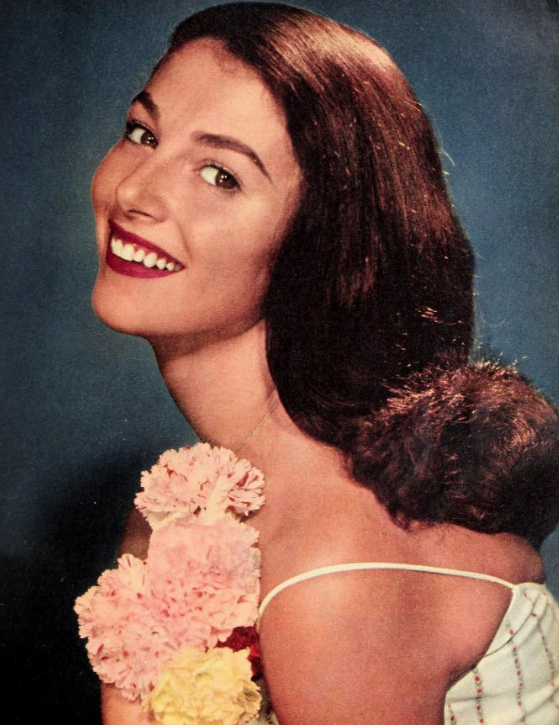
ピア・アンジェリ / 9月10日没

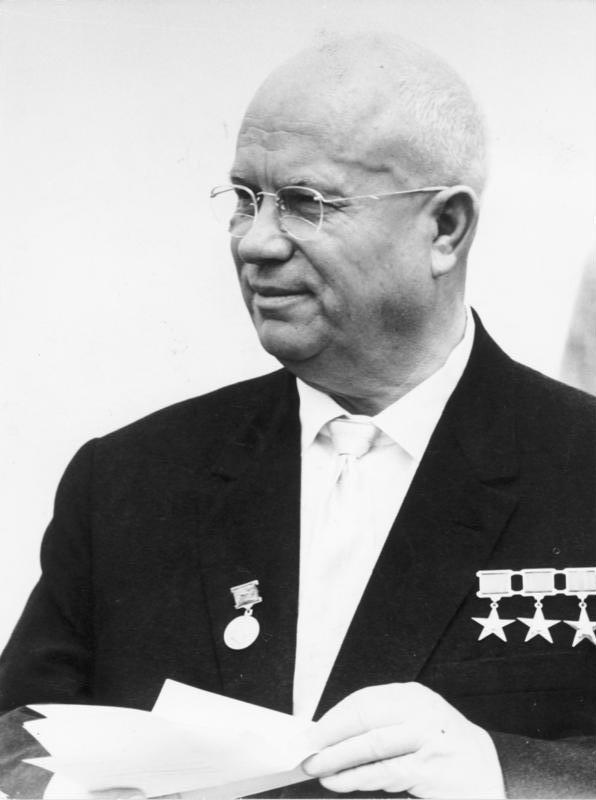
ニキータ・フルシチョフ / 9月11日没

## （1日 - 15日）
- 9月1日 - 荒川歌江、漫才師（* 1903年）
- 9月2日 - 中村ハル、教育者・学校法人中村学園創設者（* 1884年）
- 9月4日 - 今宿次雄、内務官僚・政治家（* 1884年）
- 9月5日 - エド・ゴードン、陸上競技選手（* 1908年）
- 9月6日 - フィル・エドワーズ、陸上選手（* 1907年）
- 9月6日 - 花柳芳次郎 (4代)、日本舞踊家（* 1903年）
- 9月7日 - 畝美与吉、将棋棋士（* 1900年）
- 9月7日 - ルートヴィヒ・ズートハウス、オペラ歌手（* 1906年）
- 9月8日 - 村上孝太郎、大蔵官僚・政治家（* 1916年）
- 9月10日 - ピア・アンジェリ、女優（*1932年）
- 9月10日 - 小熊捍、遺伝学者（* 1885年）
- 9月11日 - ニキータ・フルシチョフ、ソビエト連邦の政治家（* 1894年）
- 9月11日 - 鵜崎多一、政治家（* 1905年）
- 9月14日 - 斎藤春子、斎藤実子爵夫人（* 1873年）
- 9月15日 - ジョン・デスモンド・バナール、分子生物学者（* 1901年）

## （16日 - 30日）
- 9月16日 - 三上章、言語学者（* 1903年）
- 9月17日 - 小船井敬吉、逓信官僚・電気通信技術者（* 1887年）
- 9月18日 - 木村幸一郎、建築学者（* 1896年）
- 9月19日 - ウィリアム・オルブライト、言語学者・考古学者（* 1891年）
- 9月20日 - 吉田久、裁判官・貴族院議員（* 1884年）
- 9月20日 - 原顕三郎、海軍軍人（* 1887年）
- 9月20日 - イオルゴス・セフェリス、詩人（* 1900年）
- 9月21日 - 佐生正三郎、映画会社経営者・実業家（* 1898年）
- 9月21日 - 工藤孝一、サッカー選手（* 1909年）
- 9月21日 - 坂野常善、海軍軍人（* 1884年）
- 9月21日 - バーナード・ウッセイ、生理学者（* 1887年）
- 9月23日 - 鈴木たか、鈴木貫太郎夫人（* 1883年）
- 9月24日 - 遠藤寿子、翻訳家（* 1896年）
- 9月27日- ヘルマン・エアハルト、海軍軍人（* 1881年）
- 9月28日 - 渋谷米太郎、実業家、三菱ふそう自動車（株）初代会長（* 1877年）
- 日付不明 - 東後琢三郎、都市計画家（* 1896年）